# Sasti
Sasti è una suddivisione dell'India, classificata come census town, di 5.458 abitanti, situata nel distretto di Chandrapur, nello stato federato del Maharashtra. In base al numero di abitanti la città rientra nella classe V (da 5.000 a 9.999 persone).

## Geografia fisica
La città è situata a 19° 50' 21 N e 79° 19' 38 E.

## Società

### Evoluzione demografica
Al censimento del 2001 la popolazione di Sasti assommava a 5.458 persone, delle quali 2.890 maschi e 2.568 femmine. I bambini di età inferiore o uguale ai sei anni assommavano a 724, dei quali 386 maschi e 338 femmine. Infine, coloro che erano in grado di saper almeno leggere e scrivere erano 3.527, dei quali 2.093 maschi e 1.434 femmine.